# 275281 Amywalsh
275281 Amywalsh este o planetă minoră (asteroid), cu un diametru de 1,877 km, din centura de asteroizi. A fost descoperită pe 14 ianuarie 2010 la Wise Observatory⁠(d) de Wide-field Infrared Survey Explorer⁠(d). 
Obiectul prezintă o orbită caracterizată de o semiaxă mare de 2,6083537061281 UAi, o excentricitate de 0,23, o înclinație de 13,4 ° în raport cu ecliptica.